# The Last Laugh
The Last Laugh ist eine US-amerikanische Filmkomödie von Greg Pritikin aus dem Jahr 2019. Die Hauptrollen spielen Richard Dreyfuss und Chevy Chase. Der Film wurde am 11. Januar 2019 auf Netflix veröffentlicht.

## Handlung
Der ehemalige Talentmanager Al Hart will sich, auf Anraten seiner Enkelin, für seinen Lebensabend in ein Pflegeheim begeben. Dort trifft er überraschend auf seinen alten Freund Buddy Green. Dieser war vor fünfzig Jahren ein erfolgreicher Comedian, bevor er der Szene den Rücken kehrte und sich der Familienplanung zuwandte. Die beiden schwelgen in Erinnerungen, bis Al seinen Freund überzeugt, das Altersheim zu verlassen und sich auf eine Reise durch die USA zu begeben. Auf der Tour beginnt Buddy in kleinen Provinzclubs aufzutreten, wo er mit der Zeit immer beliebter wird. Al trifft derweil in Texas auf Doris Lovejoy, die sich den Reisenden anschließt und für einige Reibereien zwischen den beiden alten Männern sorgt. Schlussendlich geht die Freundschaft der beiden jedoch gestärkt daraus hervor und es gelingt Buddy, „ein letztes Lachen“ zum Leben zu erwecken und optimistisch über sein Leben und die Zukunft nachzudenken. Al kehrt nicht in das Seniorenheim zurück, sondern zieht mit zu Doris nach Kansas. Er stellt fest: „Es ist nie zu spät, einen Traum zu verfolgen.“

## Kritiken
Oliver Armknecht von film-rezensionen.de meinte, der Film „ist eine im Grundsatz sympathische Komödie um einen früheren Comedian, der zusammen mit seinem damaligen Manager das Comeback versucht. Trotz der zwei Schwergewichte Richard Dreyfuss und Chevy Chase ist das jedoch sehr viel weniger bemerkenswert als erhofft, mehr als ein harmloser, überraschungsarmer Zeitvertreib ist aus dem Nostalgietrip nicht geworden.“ The Last Laugh „verlässt sich zu sehr darauf, einen Kontrast zwischen alten Menschen und dem modernen Umfeld aufzubauen.“ „Das große Talent von Dreyfuss und Chase“ wird nicht „gewinnbringend ausnutzt.“ „Anschauen kann man sich die […] Komödie sicherlich, und sei es nur um die Zeit totzuschlagen.“

## Synchronisation
Die deutschsprachige Synchronisation entstand im Auftrag der RRP Media UG in Berlin. Ralf Pel schrieb das Dialogbuch und führte die Dialogregie.
| Rolle           | Schauspieler     | Synchronsprecher  |
| --------------- | ---------------- | ----------------- |
| Buddy Green     | Richard Dreyfuss | Kaspar Eichel     |
| Al Hart         | Chevy Chase      | Michael Brennicke |
| Doris Lovejoy   | Andie MacDowell  | Sabine Arnhold    |
| Max Becker      | Lewis Black      | Rainer Gerlach    |
| Jeannie         | Kate Micucci     | Olivia Büschken   |
| Charlie Green   | Chris Parnell    | Otto Strecker     |
| Johnny Sunshine | George Wallace   | Klaus Lochthove   |
| Jimbo           | Richard Kind     | Joachim Kaps      |